# Lorenzo Simonelli
Lorenzo Ndele Simonelli, né le 1er juin 2002 à Dodoma en Tanzanie, est un athlète italien spécialiste du 110 mètres haies.

## Biographie
Lorenzo Ndele Simonelli naît en 2002 à Dodoma en Tanzanie, son père est un chercheur et anthropologue italien et sa mère est tanzanienne
Il remporte la médaille de bronze du 110 m haies lors des championnats d'Europe juniors 2021.
En 2023, il termine au pied du podium du 60 m haies des championnats d'Europe en salle et se classe deuxième du 110 m haies lors des championnats d'Europe espoirs à Espoo, devancé par le Français Sasha Zhoya.
Lors des championnats du monde en salle 2024 à Glasgow, il remporte la médaille d'argent du 60 m haies en établissant un nouveau record d'Italie en 7 s 43. Le 8 juin 2024, il devient champion d'Europe du 110 m haies à Rome en établissant en finale un nouveau record d'Italie en 13 s 05.

## Palmarès

### International
| Date | Compétition                    | Lieu     | Résultat | Épreuve     | Temps   |
| ---- | ------------------------------ | -------- | -------- | ----------- | ------- |
| 2021 | Championnats d'Europe juniors  | Tallinn  | 3e       | 110 m haies | 13 s 34 |
| 2021 | Championnats du monde juniors  | Nairobi  | 4e       | 4 × 100 m   | 39 s 28 |
| 2022 | Jeux méditerranéens            | Oran     | 5e       | 110 m haies | 13 s 59 |
| 2023 | Championnats d'Europe en salle | Istanbul | 4e       | 60 m haies  | 7 s 59  |
| 2023 | Championnats d'Europe espoirs  | Espoo    | 2e       | 110 m haies | 13 s 36 |
| 2024 | Championnats du monde en salle | Glasgow  | 2e       | 60 m haies  | 7 s 43  |
| 2024 | Championnats d'Europe          | Rome     | 1er      | 110 m haies | 13 s 05 |
| 2024 | Championnats d'Europe          | Rome     | 1er      | 4 x 100 m   | séries  |

### National
- Championnats d'Italie d'athlétisme :
  - 110 m haies : vainqueur en 2023
- Championnats d'Italie d'athlétisme en salle :
  - 60 m haies : vainqueur en 2023 et 2024.

## Records
| Épreuve     | Performance  | Lieu    | Date        |
| ----------- | ------------ | ------- | ----------- |
| 60 m haies  | 7 s 43 (NR)  | Glasgow | 2 mars 2023 |
| 110 m haies | 13 s 05 (NR) | Rome    | 8 juin 2024 |